# Plagithmysus fragilis
Plagithmysus fragilis är en skalbaggsart som först beskrevs av Sharp 1881.  Plagithmysus fragilis ingår i släktet Plagithmysus och familjen långhorningar. Inga underarter finns listade i Catalogue of Life.